# Municipio de Charleston (Illinois)
El municipio de Charleston (en inglés: Charleston Township) es un municipio ubicado en el condado de Coles en el estado estadounidense de Illinois. En el año 2010 tenía una población de 23916 habitantes y una densidad poblacional de 243,6 personas por km².

## Geografía
El municipio de Charleston se encuentra ubicado en las coordenadas 39°28′52″N 88°11′14″O / 39.48111, -88.18722. Según la Oficina del Censo de los Estados Unidos, el municipio tiene una superficie total de 98.18 km², de la cual 96.31 km² corresponden a tierra firme y (1.9%) 1.86 km² es agua.

## Demografía
Según el censo de 2010, había 23916 personas residiendo en el municipio de Charleston. La densidad de población era de 243,6 hab./km². De los 23916 habitantes, el municipio de Charleston estaba compuesto por el 89.29% blancos, el 6.46% eran afroamericanos, el 0.18% eran amerindios, el 1.56% eran asiáticos, el 0.04% eran isleños del Pacífico, el 0.76% eran de otras razas y el 1.71% pertenecían a dos o más razas. Del total de la población el 2.86% eran hispanos o latinos de cualquier raza.